# Monte Carevolo
Il monte Carevolo è un rilievo minore dell'appennino ligure, alto 1552 metri e facente parte del gruppo del monte Maggiorasca, situato tra la Val d'Aveto e la val Nure.